# NGC 1478
NGC 1478 é uma galáxia lenticular (S0) localizada na direcção da constelação de Eridanus. Possui uma declinação de -08° 33' 18" e uma ascensão recta de 3 horas, 54 minutos e 07,3 segundos.
A galáxia NGC 1478 foi descoberta em 1886 por Ormond Stone.